# هجوم على مسجدين في كابول وغور أكتوبر 2017
وقع الهجوم على المسجدَين في كابول وغور يوم الجمعة، الموافق ل20 أكتوبر 2017 في ولاية كابول وولاية غور الأفغانيتن، ما أدى إلی مقتل 76 وإصابة 65 شخصا على الأقل. استهدف الهجوم الذي نفذه انتحاري مصلين كانوا يؤدون صلاة المغرب في المسجد الواقع في حي غالبيّته شيعية في غرب العاصمة كابول أدى إلى مقتل 56 شخصا وجرح 55 آخرين. بالتزامن مع هذا الهجوم، وقع هجوم انتحاري آخر على مسجد سني في ولاية غور في وسط أفغانستان أدى إلى مقتل 20 شخصا وجرح 10 آخرين، بحسب وزارة الداخلية.

## تفاصيل
بحسب سكّان محليّين، شن 3 إرهابيين عند الساعة السادسة والنصف من مساء يوم الجمعة الموافق ل20 أكتوبر 2017 هجوما على مسجد صاحب الزمان في منطقة دشت برتشي ذات الغالبية الشيعية غربي العاصمة الأفغانية كابول أثناء تجمع المصلين لأداء صلاتين المغرب العشاء حيث بدأ أحدهم بإطلاق النار قبل تفجير حزامه الناسف وسط المصلّين قبيل انتهاء صلاة العشاء، ما أسفر عن مقتل عشرات المصلين. فيما تم اعتقال آخر كما أن المهاجم الثالث قد استطاع أن يلوذ بالفرار. وفق ما أفاد شاهد عيان كان المهاجم «انتحاريا واحدا مدججا بالمتفجرات ومتلحفا بقنابل يدوية». كما لقي عشرة أشخاص آخرين حتفهم في هجوم ثان في إقليم «غور» بأفغانستان.

## تبني الهجوم
أعلن تنظيم الدولة الإسلامية (داعش) اليوم الجمعة في بيان تناقلته حسابات جهادية على تطبيق «تلغرام» صدر عن «ولاية خراسان» التي تعد فرعا للتنظيم في أفغانستان وباكستان، مسؤوليّتَه عن الهجوم على مسجد إمام الزمان الذي يرتاده الشيعة في العاصمة الأفغانية كابول. الا أن البيان لم يشر إلى الاعتداء الثاني في وسط البلاد.

## ردود أفعال

### داخلية
- أفغانستان، أشار الرئيس الأفغاني أشرف غني إلى أن المجموعات الإرهابية تحاول عبر الهجوم على مساجد كابول إيجاد الفرقة بين الشعب الأفغاني، أما الرئيس التنفيذي للحكومة الأفغاني عبد الله عبد الله قال إن الأشخاص الذين يهاجمون المساجد لا يجب أن يرحموا أو تركهم للعيش بسلام بل يجب القضاء عليهم. بدوره لفت الرئيس الأفغاني السابق حامد كرزاي إلى أن هذه الهجمات ستؤدي إلى تعزيز الأواصر بين الشعب الأفغاني في مواجهة أعداء هذا البلد.[6]

### محلية
- إيران، ندّد المتحدث باسم الخارجية الإيرانية بهرام قاسمي الهجوم الانتحاري بشدة معربا عن تعازيه ومواساته للحكومة والشعب الأفغاني وذوي شهداء هذه العملية الارهابية مصرحا أن «الجمهورية الإسلامية الإيرانية ورغم عزم وإرادة بعض القوى العالمية، ستقف إلى جانب الحكومة والشعب الأفغاني حتى اجتثاث جذور العنف والجريمة والإرهاب وعدم الاستقرار.»[10]
- تركيا أدانت وزارة الخارجية التركية، الهجومين الإرهابيين في أفغانستان، عبر بيان صادرتها قائلة أنّنا «ندين هذه العمليات الإرهابية الدنيئة التي استهدفت الأماكن المقدسة والسلم الأهلي في أفغانستان». وأعرب البيان، عن تمنياته بالرحمة للضحايا والشفاء العاجل للجرحى، مقدمًا العزاء للشعب الأفغاني الشقيق وحكومته.[11]

### عالمية
- الولايات المتحدة، أدانت الولايات المتحدة الأمريكية على متحدثها في الوزارة الخارجية هيذر نويرت الهجومين الإرهابيين على مسجدين في مدينه الأفغانية كابول وإقليم غور معربةً عن تعازيها لأسر الضحايا.[12]

### منظمات محلية وعالمية
- الأمم المتحدة، أدان الأمين العام للأمم المتحدة أنطونيو غوتيريس بشدة التفجيرين الانتحاريين وأعرب عن تضامنه مع شعب وحكومة أفغانستان وقدم تعازيه العميقة لأسر الضحايا، وفقا لما ذكره ستيفان دوجاريك المتحدث باسمه في بيان صدر يوم الجمعة.[13]
- منظمة التعاون الإسلامي: أدانت منظمة التعاون الإسلامي بشدة الهجومين الانتحاريين المنفصلين وأعربت عن صدمتها إزاء «حجم الوحشية» مقدمة خالص تعازيه لأسر الضحايا ولأفغانستان حكومًة وشعبًا.[14]
- الاتحاد الأوروبي: أدان الاتحاد الأوروبي الاعتداءين اللذين وقعا اليوم الجمعة على مسجدين في العاصمة كابول واقليم (غور) في أفغانستان.[15]